# Jardin des plantes médicinales Paul Moens
 (août 2025).
Si vous disposez d'ouvrages ou d'articles de référence ou si vous connaissez des sites web de qualité traitant du thème abordé ici, merci de compléter l'article en donnant les références utiles à sa vérifiabilité et en les liant à la section « Notes et références ».
Le jardin des plantes médicinales Paul Moens (en néerlandais : Tuin van geneeskrachtige planten Paul Moens) est un jardin didactique situé à Woluwe-Saint-Lambert, à proximité d'un parc public comportant des plantes ornementales et une collection de 120 arbustes à usages médicinaux. Il appartient à l'Université catholique de Louvain.
Fondé en 1975 par le professeur Moens, professeur de biologie à l'Université catholique de Louvain, dont il a gardé le nom, il sert d'outil aux étudiants en pharmacie, médecine et diététique. Il comporte 400 parcelles établies selon un schéma bien nomenclaturé. Ce parc est accessible à un plus large public d'avril à fin octobre.